# Хиперболоидът на инженер Гарин
„Хиперболоидът на инженер Гарин“ (на руски: Гиперболоид инженера Гарина) е утопичен роман от руския писател Алексей Толстой. Романът е писан от 1925 г. нататък и е публикуван за първи път като книга през 1927 г. под това заглавие. Първият превод на немски език се появява през същата година и е озаглавен „Тайната на инфрачервените лъчи“.

## Съвременна история
След Октомврийската революция и поражението на Бялата гвардия авторът емигрира в Париж, а по-късно в Берлин, преди да се завърне в Съветска Русия, вече управлявана от болшевики, през 1923 г. В първите си два романа след завръщането си в новосъздадения Съветски съюз Алексей Толстой се обръща към научната фантастика. Първият е „Аелита: Марсиански роман“ („Аэлита“, 1923), а следващият е „Хиперболоидът на инженера Гарин“ (1925). Действието и на двата романа се развива в периода след Първата световна война и последвалата Руска гражданска война, т.е. през 20-те години на XX век.
Откриването на рентгеновите лъчи през 1895 г. и радиоактивността на следващата година правят концепцията за опасни и дори смъртоносни лъчи международно известна. Хърбърт Уелс е първият, който използва идеята за научнофантастичен разказ. Във „Война на световете“ извънземни нашественици убиват хора с топлинни лъчи. През май 1924 г. „Ню Йорк Таймс“ посвещава подробна статия на изобретателите на така наречените смъртоносни лъчи под заглавие „Съперниците на „смъртоносния лъч“. През 1925 г., докато Толстой все още работи върху романа си, неговият сънародник Михаил Булгаков публикува разказ, в който „червен лъч“ генетично променя живи същества, така че те мутират до огромни размери. Този фантастичен гротескен разказ е публикуван под заглавието „Фаталните яйца“ в сборника с разкази „Дяволските дяволчета“. Също през 1925 г. по кината излиза съветският пропаганден научнофантастичен филм „Луч смерти“ („Смъртоносният лъч“) на Лев Кулешов.

## Главни герои
- Пьотър Петрович Гарин, руски инженер и физик, специализиран в областта на хиперболоидите
- Василий Виталиевич Шелга, съветски криминален следовател
- Тарашкин, приятелят на Шелга
- Ролинг, американски милиардер и индустриалец
- Зоя Монроз, руска емигрантка и любовница на Ролингс
- Семьонов, руски емигрант и поддръжник на Ролингс
- Стас Тиклински, полски емигрант и човек за грубите неща
- Виктор Леноар, двойник на Гарин

## На български
- Толстой, Алексей Н. Хиперболоидът на инженер Гарин.   Варна, Георги Бакалов, 1987. с. 392.